# 제57회 금마장
제57회 금마장은 2020년 11월 5일에 열린 시상식이다.

## 수상 및 후보

### 장편영화상
- 도둑맞은 발렌타인 - 진옥훈 수상

### 다큐멘터리상
- 로스트 코스 - 질 리 수상

### 애니메이션상
- 시티 오브 로스트 씽 - 역지언 수상

### 라이브 액션 단편영화상
- 나이트 이즈 영 - 궉 준 수상

### 단편 애니메이션상
- 나이트 버스 - 조시에 수상

### 감독상
- 도둑맞은 발렌타인 - 진옥훈 수상

### 남우주연상
- 디어 테넌트 - MO Tzu-yi 수상

### 여우주연상
- 고독의 맛 - CHEN Shu-fang 수상

### 남우조연상
- 클래스메이트 마이너스 - Nadow LIN 수상

### 여우조연상
- 디어 테넌트 - CHEN Shu-fang 수상

### 신인감독상
- 더 스토리 오브 서던 이슬렛 - 총 킷 옹 수상

### 신인배우상
- 더 사일런트 포레스트 - 진언비 수상

### 각본상
- 도둑맞은 발렌타인 - 진옥훈 수상

### 각색상
- 비욘드 더 드림 - 주관위 외 1명 수상

### 촬영상
- 네 마음에 새겨진 이름 - 요굉역 수상

### 편집상
- 도둑맞은 발렌타인 - LAI Hsiu-hsiung 수상

### 미술상
- 클래스메이트 마이너스 - 조사호 수상

### 액션감독상
- 겟 더 헬 아웃 - Teddy Ray Huang 외 1명 수상

### 영화음악상
- 디어 테넌트 - Fran CHEN 수상

### 주제가상
- 네 마음에 새겨진 이름 - Keon CHIA 외 2명 수상

### 분장/의상디자인상
- 넘버 1 - Raymond KUEK 외 1명 수상

### 시각효과상
- 도둑맞은 발렌타인 - Tomi KUO 수상

### 음향효과상
- 더 사일런트 포레스트 - 곽례기 수상
- 더 사일런트 포레스트 - 이동환 수상

### 국제비평가협회상
- 더 스토리 오브 서던 이슬렛 - 총 킷 옹 수상

### 관객상
- 클래스메이트 마이너스 - 신 야오 후앙 수상

### 영화제작자상
PENG Ren-meng 수상

### 평생공로상
- 허우 샤오시엔 수상

### 금마장상 후보작
- 어 레그 - 창요성
- 클래스메이트 마이너스 - 신 야오 후앙
- 핸드 롤드 시가렛 - 찬 킨-롱
- 더 웨이 위 킵 댄싱 - 아담 사우핑 웡
- 디어 오렌지 - 린 치-주
- 겟 더 헬 아웃 - 왕이판
- 데이즈 - 차이밍량
- 비욘드 더 드림 - 주관위
- 바비 - 나메위
- 넘버 1 - 옹 쿠오-신
- 도둑맞은 발렌타인 - 진옥훈
- 미키 온 더 로드 - 루미엔미엔
- 프레셔스 인 더 나이트 - 웨인 펭
- 더 스토리 오브 서던 이슬렛 - 총 킷 옹
- 아 추 - 케빈 코 외 1명
- 괴짜들의 로맨스 - 류명의
- 디어 테넌트 - 청유치에
- 디 어볼셔니스트 - 프룻 첸
- 고독의 맛 - 조셉 수
- 헬로! 테이퍼 - 케스빈 치
- 네 마음에 새겨진 이름 - 류광휘
- 더 사일런트 포레스트 - 커첸넨
- 더 로프 커스 2 - 료 시한
- Dr. 선 - 첸징리안 외 1명
- 시티 오브 로스트 씽 - 역지언
- 파더 - 등 웨이
- 미 앤 마이 컨뎀드 썬 - 리 치아후아
- 첸 우엔 - 왕 완-조
- 로스트 코스 - 질 리
- Taking back the Legislature - Hong Kong Documentary Filmmakers
- 템플 오브 데빌버스터 - 왕이판
- 씨 유, 서 - 린 야-유
- 유령의 땅 - 첸-웬 로
- 시스터즈' 비지 헨즈 - 리 이산
- 나이트 이즈 영 - 궉 준
- 백로 - 첸 시 외 1명
- 그랜드 어드벤처 레일로드 - 황 샤오 산
- 리틀 힐리 - 황 윤-시안 외 1명
- 더 웨더 이즈 러블리 - 리엔춘치엔
- 나이트 버스 - 조시에
- 연연풍진 - 허우 샤오시엔
- 동년왕사 - 허우 샤오시엔
- 웬 시네마 리플렉츠 더 타임스: 허우 샤오시엔 엔드 애드워드 양 - 고레에다 히로카즈

### 차이니스 글로벌 비젼
- 리클레임 - 시제이 왕
- 썸타임, 썸타임 - 재키 옙
- 스토마 - 홍영걸
- 질식할 것 같은 추억 - 륭밍카이 외 1명
- Grandma's Hairpin - 샤오 추첸
- 언풀필드 드림즈 - 주천문
- 어 린 소울 - 추 시엔저
- 블루핑 - 신 야오 후앙
- 지후펑 - 얌 킨-웨이
- 빈 빈 - 한 치-치에
- 더 러기즈 - 채이분
- 낫씽 인 더 크라이스 오브 시카다스 - 치앙 위-량
- 워드 11 - 제시 창 취이샨
- 디 에라 웨어 아이 리브 - 웬 칭
- 리버티 스퀘어 - 우드 린
- 더 우먼스 리벤지 - 소회우
- 디즈 쇼어: 어 패밀리 스토리 - 우 쯔-안

### 비바 오뙤르
- 썸머 85 - 프랑소와 오종
- DNA - 마이웬
- 운디네 - 크리스티안 펫졸드
- 다우. 나타샤 - 일리야 크르자노프스키 외 1명
- 어나더 라운드 - 토마스 빈터베르그
- 스테거링 걸 - 루카 구아다니노
- 룩스 에테르나 - 가스파 노에
- 퍼스트 카우 - 켈리 라이카트
- 노마드랜드 - 클로이 자오
- 스파이의 아내 - 구로사와 기요시
- 구름 위에 살다 - 아오야마 신지

### 파노라마
- 블랙버드 - 로저 미첼
- 더 빅히트 - 엠마누엘 쿠르콜
- 더 베어 네세시티 - 에르완 르뒤크
- 펠리칸 블러드 - 카트린 게베
- 크로놀로지 - 알리 아이딘
- 저스트 6.5 - 사에드 루스타이
- 더 워든 - 니마 자비디
- 스웻 - 매그너스 본 혼
- 끈 - 다니엘레 루체티

### 새로운 물결
- 이 죽일 놈의 우정 - 마이클 코비노
- 애플 - 크리스토스 니코우
- 비기닝 - 디 쿨룸비가쉴리
- 애프터 러브 - 알림 칸
- 리슨 - 아나 로샤
- 늑대는 울지 않는다 - 사무엘 키쉬

### 아시아의 창
- 더 리얼 씽 - 후카다 코지
- 어 패밀리 - 후지이 미치히토
- 조끼 - 다케나카 나오토 외 2명
- 컬러리스 - 코야마 다카시
- 갈매기 - 김미조
- 메콩 2030 - 쿨리칼 소토 외 4명
- 롬 - 짠 탱 휘
- 행복캠프 - 탄 비 티암
- 명랑고딩 - 칼 글렌 바릿
- 이엡 알라이 우! - 프라틱 바츠

### 또 다른 시선
- 군다 - 빅토르 코사코프스키
- 친애하는 동지들! - 안드레이 콘찰로프스키
- 배드 테일즈 - 파비오 디노첸초 외 1명
- 메모리 하우스 - 조아오 파올로 미란다 마리아
- 론리 록 - 알레한드로 텔레마코 타랏

### 특별 상영
- 디텐션: Ep. 1-2 - 창 시앙 안
- 그레이트 혹스: 더 문 랜딩 - 존 쉬 외 1명

### L.G.B.T.Q.+
- 암모나이트 - 프란시스 리
- 노 하드 필링스 - 파라즈 샤리앗
- 코쿤 - 레오니 크리펜도르프
- 어 굿 맨 - 마리-캐스틸 멘션-솨아
- 언 올모스트 오디너리 썸머 - 시모네 고다노
- 너를 데리고 갈게 - 헤이디 에윙
- 더 프린스 - 세바스티안 무뇨스
- 뮤직 포 블리딩 하츠 - 라파엘 고메즈

### 뮤직 아포칼립스
- 아이 엠 우먼 - 문은주
- 이카루스. 더 레전드 오브 미에텍 코즈 - 마시에이 피에프르지카
- 사운드 오브 메탈 - 다리어스 마더
- 수업시대 - 차이타니아 탐하네
- 재즈 온 썸머스 데이 - 버트 스턴 외 1명
- L.T.K. - 첸 테-정 외 1명

### 필름 앤 레전드
- 헬무트 뉴턴: 더 배드 앤드 더 뷰티풀 - 게로 본 보엠
- 히 드림스 오브 자이언츠 - 키스 펄튼 외 1명
- 킵 롤링 - 만림중

### 고전 상영
- 도니 다코 - 리차드 켈리
- 암컷 소동 - 존 워터스
- 증오 - 마티유 카소비츠
- 디 디스컬네이트 - 오바야시 노부히코
- Gwan Gung Vs Aliens Remastered - 전해홍

### 필름메이커 인포커스 알란 파커
- 미시시피 버닝 - 알란 파커
- 엔젤 하트 - 알란 파커
- 버디 - 알란 파커
- 핑크 플로이드의 더 월 - 알란 파커
- 페임 - 알란 파커
- 미드나잇 익스프레스 - 알란 파커
- 벅시 말론 - 알란 파커

### 필름메이커 인포커스: 가와세 나오미
- 트루 마더스 - 가와세 나오미
- 너를 보내는 숲 - 가와세 나오미
- 사라소주 - 가와세 나오미
- 파이어플라이 - 가와세 나오미
- 수자쿠 - 가와세 나오미

### 펠리니 100: 리프라이즈
- 펠리니 오브 더 스피리츠 - 안셀마 델올리오
- 더 트루스 어바웃 라 돌체 비타 - 쥬세페 페데르솔리
- 비텔로니 - 페데리코 펠리니
- 달콤한 인생 - 페데리코 펠리니
- 8과 1/2 - 페데리코 펠리니
- 영혼의 줄리에타 - 페데리코 펠리니
- 달의 목소리 - 페데리코 펠리니

### 판타스틱 월드
- 댄싱 메리 - 사부
- 군달라: 슈퍼히어로의 탄생 - 조코 안와르
- 어 헤어리 테일 - 아미르 호마윤 가니자데
- 운전 강사의 특이한 비밀 - 마이크 아헌
- 주디와 펀치의 위험한 관계 - 미라 폴크스
- 콤래드 드라큘리치 - 마크 보자르
- 더 인크레더블 슈링킹 위켄드 - 존 마이켈 카발레로
- 세인트 모드 - 로즈 글래스
- 피날레 - 소렌 주울 피터슨
- 주둥이들 - 미스터 와조
- 캘러미티 제인 - 레미 샤예

### 비욘드 더 버딕트
- 안티고네 - 소피 데라스페
- 슬라롬 - 샬린 파비에
- 얄다, 어 나이트 포 포기브니스 - 마수드 바크시
- 노조미 - 츠츠미 유키히코
- 허 마더스 - 아시아 더 외 1명
- Legit Moms, Illegitimate Kid - Michelle CHU
- 더 월러스 엔드 더 휘슬블로우 - 나탈리 비베유
- 타이완 배트맨 - 유키 추
- 반트럼프 투쟁 - 엘리스 스타인버그 외 2명

### 더 싸이코 이펙트
- 싸이코 - 알프레드 히치콕
- 써스페리아 2 - 다리오 아르젠토
- 성난 황소 - 마틴 스코세이지
- 드레스드 투 킬 - 브라이언 드 팔마
- 78/52 - 알렉상드르 오 필립

### 온 더 로드
- 더 트립 투 그리스 - 마이클 윈터바텀
- 어거스트 버진 - 호나스 트루에바
- 내 생각은 침묵 중 - 안토니오 루키츠
- 엔드 오브 센텐스 - 엘파 아달스테인스
- 스위트 씽 - 알렉산드리 록웰
- 더 트뤼플 헌터스 - 마이클 드웩 외 1명
- 랍스터 스프 - 페페 앤드류 외 1명